# فرانسيسكو جيوفري
فرانسيسكو جيوفري (بالإيطالية: Francesco Giuffrè)‏ هو كاتب سيناريو إيطالي، ولد في 24 مارس 1972.